# Marco Rose
Marco Rose (* 11. September 1976 in Leipzig) ist ein deutscher Fußballtrainer und ehemaliger -spieler. Er war von 2017 bis 2019 Cheftrainer des österreichischen Erstligisten FC Red Bull Salzburg, mit dem er zweimal österreichischer Meister wurde. Bis März 2025 war er Cheftrainer von RasenBallsport Leipzig, nachdem er in der Bundesliga zuvor bereits Borussia Mönchengladbach und Borussia Dortmund betreut hatte.

## Karriere als Spieler

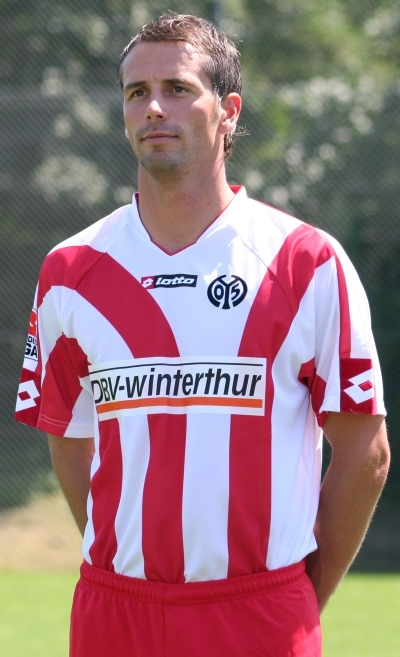
Marco Rose im Trikot des 1. FSV Mainz 05 (2006)

Der Abwehrspieler spielte in der Jugend bei Rotation Leipzig und wechselte 1987 zum 1. FC Lokomotive Leipzig, aus dem nach der Wende der VfB Leipzig wurde und für den er in der Herrenmannschaft zehn Zweitligaspiele bestritt. Im Jahre 2000 wechselte Rose zu Hannover 96. Mit den Niedersachsen stieg er 2002 in die Bundesliga auf, wechselte aber zunächst auf Leihbasis zurück in die Zweite Liga zum 1. FSV Mainz 05. Im Jahre 2003 wurde der Außenverteidiger erneut von Mainz 05 ausgeliehen und 2004 nach dem Aufstieg in die Bundesliga fest verpflichtet. In der Rückrunde 2004/05 verlor er seinen Stammplatz an Benjamin Weigelt, eroberte diesen jedoch im Jahr darauf zurück.
Rose beendete 2010 seine Profikarriere; bis zum Sommer 2011 spielte er noch für die zweite Mannschaft der Mainzer in der Regionalliga. Für Mainz 05 absolvierte er insgesamt 199 Pflichtspiele (erste und zweite Mannschaft) und erzielte sieben Tore, drei davon in der Bundesliga.

## Karriere als Trainer

### Anfänge
Ab der Saison 2010/11 war Rose Assistenztrainer und Spieler der zweiten Mannschaft von Mainz 05.
Am 1. Juni 2012 wurde er als neuer Trainer des 1. FC Lokomotive Leipzig verpflichtet. Mit dem Verein schaffte er in der Saison 2012/13 den Klassenerhalt in der Regionalliga Nordost. Nach der Saison verließ er Lok Leipzig vorzeitig.

### FC Red Bull Salzburg
Im Juli 2013 wechselte er nach Österreich zum FC Red Bull Salzburg, dessen U16 (B-Jugend) er zunächst trainierte. Nachdem Thomas Letsch Trainer des FC Liefering geworden war, wechselte Rose als sein Nachfolger zur U18. In seinem ersten Jahr wurde seine Mannschaft österreichischer Meister. Im April 2017 gewann die U19 die UEFA Youth League gegen Benfica Lissabon mit einem 2:1 im Finale.

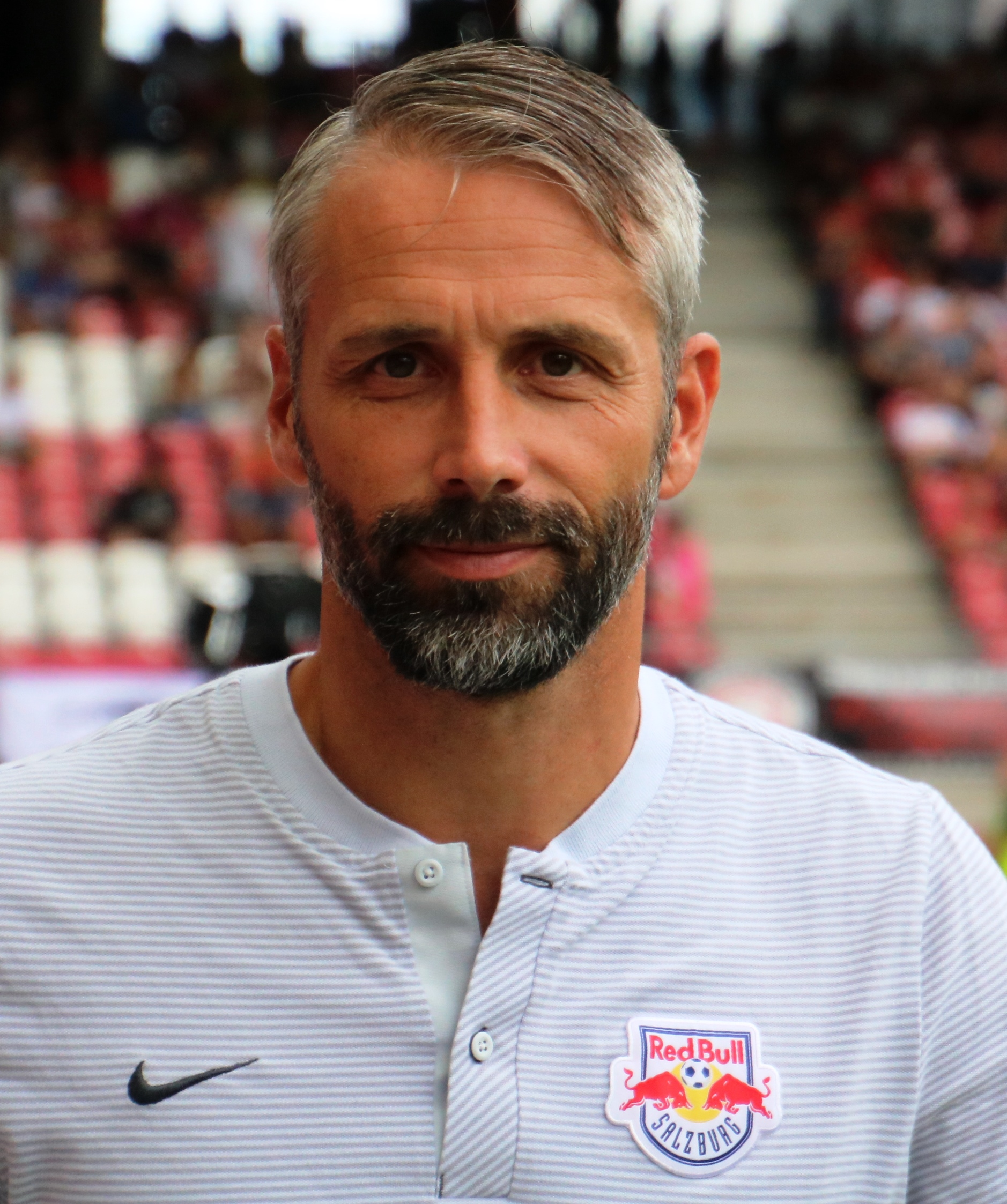
Rose, 2018

Im Juni 2017 wurde Rose als Nachfolger von Óscar García Cheftrainer der Profis von Red Bull Salzburg. In der Saison 2017/18 wurde die Mannschaft österreichischer Meister, erreichte das Halbfinale der UEFA Europa League und das Finale im österreichischen Pokal, das gegen den SK Sturm Graz verloren wurde. In seiner zweiten Saison mit dem FC Red Bull gewann Roses Team die ersten zehn Spiele in der Liga und stellte damit einen neuen Bundesliga-Startrekord auf. Am Ende wurde der Meistertitel verteidigt, wodurch der Verein sich erstmals direkt für die Gruppenphase der Champions League qualifizierte, nachdem man vorher elfmal in Folge in der Qualifikation für diesen Wettbewerb gescheitert war. In der Europa League 2018/19 kam Rose mit seiner Mannschaft bis ins Achtelfinale und gewann im Mai 2019 den ÖFB-Cup.
Roses Vertrag bei Red Bull Salzburg lief bis Juni 2020, aber er verließ den Verein nach der Saison 2018/19. Unter ihm als Cheftrainer hatte sein Team kein Pflichtspiel zu Hause verloren.

### Borussia Mönchengladbach
Zur Saison 2019/20 übernahm Rose als Nachfolger von Dieter Hecking die Bundesligamannschaft von Borussia Mönchengladbach. Mit der Mannschaft erreichte er in seiner ersten Saison, in der man vom siebten bis zum 14. Spieltag Tabellenführer gewesen war, den vierten Platz, womit sich die „Fohlen“ erstmals seit 2016 für die Gruppenphase der Champions League qualifizierten. Im DFB-Pokal 2019/20 schied man in der 2. Hauptrunde gegen Borussia Dortmund aus, in der UEFA Europa League 2019/20 schied die Mannschaft in der Gruppenphase aus (am Ende hinter Başakşehir und der AS Rom, aber vor dem Wolfsberger AC, gegen den man im Hinspiel mit 0:4 verloren hatte).
Die Saison 2020/21 schloss das Team auf dem achten Platz ab und verpasste die erneute Qualifikation für einen internationalen Wettbewerb um einen Punkt. In der UEFA Champions League 2020/21 belegte die Borussia in der Gruppenphase hinter Real Madrid den zweiten Platz vor Schachtar Donezk, das mit 6:0 und 4:0 besiegt wurde, sowie Inter Mailand und zog erstmals seit 1977 wieder ins Achtelfinale ein, in dem man Manchester City unterlag.

### Borussia Dortmund

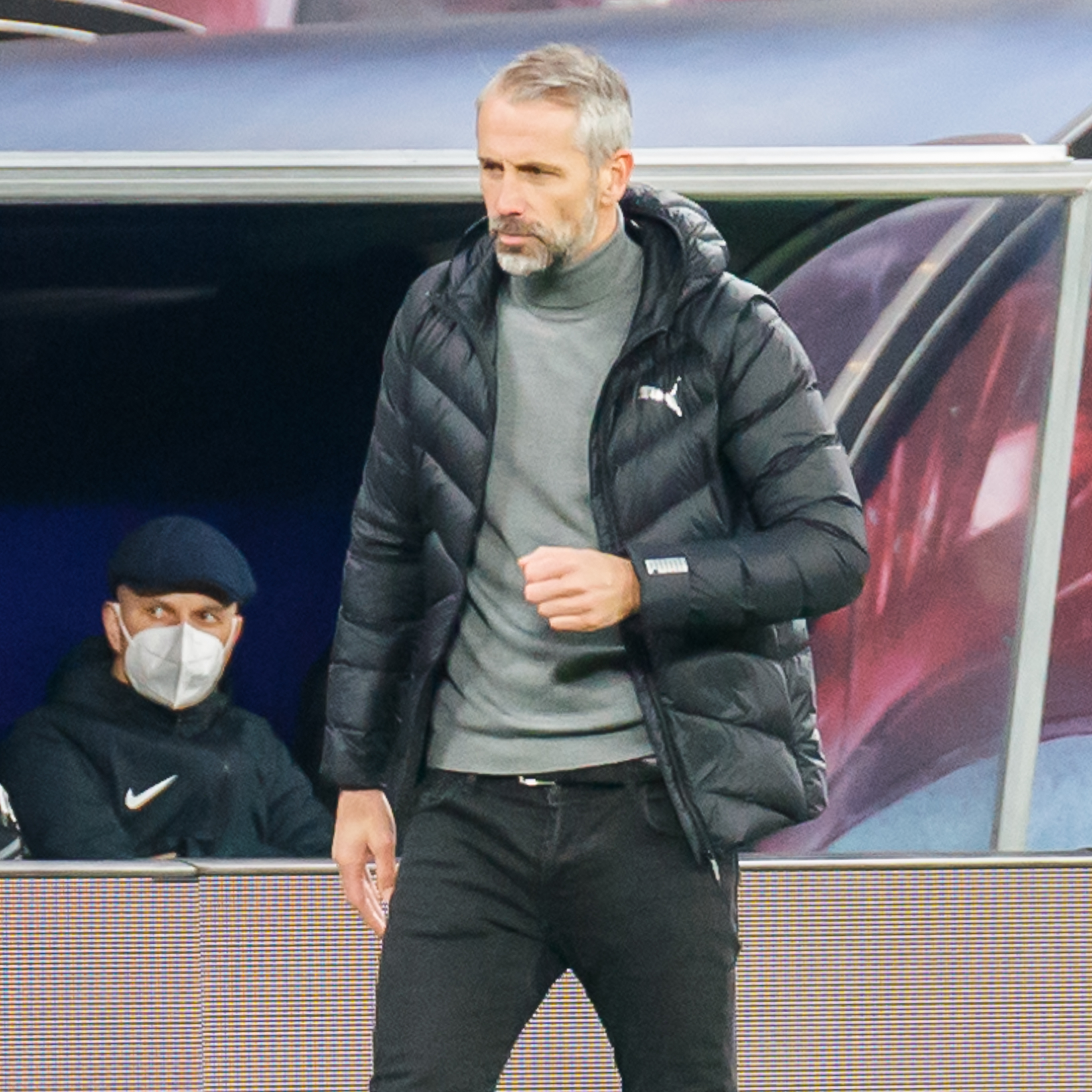
Rose bei der Auswärtsniederlage (1:2) des BVB in der Bundesliga-Begegnung mit RB Leipzig (2021)

Zur Saison 2021/22 wechselte Rose mit einer Ausstiegsklausel zum Ligakonkurrenten Borussia Dortmund und löste Edin Terzić als Cheftrainer ab. Im Mai 2022, knapp eine Woche nach dem letzten Pflichtspiel der Saison, wurde die Zusammenarbeit wieder beendet. Das Team hatte in der Bundesliga die Vizemeisterschaft hinter dem FC Bayern München errungen, aber in den nationalen und internationalen Pokalwettbewerben die Erwartungen nicht erfüllt.

### RB Leipzig
Anfang September 2022 übernahm Rose den Bundesligisten RB Leipzig als Nachfolger des zuvor freigestellten Domenico Tedesco. Sein Vertrag lief dabei zunächst bis 2024. Die Leipziger standen zu diesem Zeitpunkt nach dem fünften Spieltag der Bundesliga-Saison 2022/23 mit fünf Punkten auf dem elften Platz und hatten im ersten Gruppenspiel der Champions League eine 1:4-Heimniederlage gegen Schachtar Donezk kassiert. Unter Rose erreichte die Mannschaft zum Saisonende den dritten Platz und damit die Qualifikation zur Champions League. In der abgelaufenen Champions-League-Saison 2022/23 zogen die Leipziger in das Achtelfinale ein, in dem sie gegen den späteren Titelgewinner Manchester City im Rückspiel eine 0:7-Niederlage einstecken mussten, nachdem man das Hinspiel zuhause noch mit einem 1:1 beendet hatte. Roses Team gewann den DFB-Pokal 2023, im Finale gegen Eintracht Frankfurt. Es war der zweite Titel für RB Leipzig und der erste Titel in Deutschland für Rose als Trainer. Im Sommer 2023 verlängerte er seinen Vertrag in Leipzig bis 2025. Die Saison 2023/24 wurde auf dem vierten Platz beendet. Im DFB-Pokal 2023/24 unterlag man in der 2. Runde gegen den VfL Wolfsburg mit 0:1. Im Achtelfinale der UEFA Champions League 2023/24 schied RB gegen den späteren Pokalsieger Real Madrid aus. Im März 2025 wurde Rose nach einer 0:1-Niederlage bei Borussia Mönchengladbach am 27. Spieltag mit 42 Punkten auf Platz 6 liegend von seinen Aufgaben entbunden. Zum Zeitpunkt seiner Entlassung absolvierte RB die schwächste Bundesliga-Spielzeit ihrer Historie. Auch in der UEFA Champions League 2024/25 hatte man die schwächste Gruppenphase ihrer Geschichte hinter sich und war bereits nach ebendieser ausgeschieden. In der Ligatabelle hatte RB unter 36 Vereinen den 32. Platz erreicht, nachdem von acht Spielen nur eines gewonnen und sieben verloren wurden.

## Erfolge

### Als Spieler
- Aufstieg in die Bundesliga (3): 2002 (Hannover 96), 2004, 2009 (beide 1. FSV Mainz 05)
  - als Meister der 2. Bundesliga: 2002

### Als Trainer
International
- Youth-League-Sieger: 2017 (FC Red Bull Salzburg)

Österreich
- Meister (2): 2018, 2019 (beide FC Red Bull Salzburg)
- Pokalsieger: 2019 (FC Red Bull Salzburg)

Deutschland
- Pokalsieger: 2023 (RB Leipzig)
- Supercupsieger: 2023 (RB Leipzig)

## Auszeichnungen
Bei der Krone-Fußballerwahl gewann Rose die Wahl zum Trainer des Jahres 2018 in Österreich.
In der Winterpause der Saison 2019/20 wurde er in einer Umfrage des Sportmagazins Kicker unter 239 Bundesligaspielern zum besten Trainer der Hinrunde gewählt.

## Persönliches
Rose ist der Sohn des Fußballers Jürgen Rose und ein Enkel des früheren deutschen Nationalspielers Walter Rose. Er ist mit der ehemaligen Handballnationalspielerin Nikola Pietzsch verheiratet, mit der er eine gemeinsame Tochter hat. Rose ist gläubiger Christ.
Als Mainzer Spieler wohnte Rose in einer Wohngemeinschaft mit Sandro Schwarz, mit dem er gut befreundet ist.